# Pampa de los Ramírez
Pampa de los Ramírez es una localidad peruana ubicada en el distrito de Santo Domingo, perteneciente a la provincia de Morropón del departamento de Piura, al norte del Perú. 

## Ubicación
Pampa de los Ramírez se ubica al norte de la provincia de Morropón, en el distrito de Santo Domingo, en el departamento de Piura.

## Demografía
En 2017 Pampa de los Ramírez tenía una población de 40 habitantes.
| Gráfica de evolución demográfica de Pampa de los Ramírez entre 1993 y 2017 |
|                                                                            |
| Fuentes: Población 1993 y 2017                                             |